# Merete Mattern
Merete Mattern (* 27. März 1930 in Berlin; † 20. November 2007 in Greimharting) war eine deutsche Architektin und Stadtplanerin.

## Leben und Werk
Merete Mattern kam als eine von zwei Töchtern der Landschaftsarchitekten Hermann Mattern und Herta Hammerbacher zur Welt. Ihre Kindheit verbrachte sie ab ihrem elften Lebensjahr bei ihrem Vater und seiner zweiten Ehefrau Beate zur Nedden, einer Fotografin. Zu Beginn des Zweiten Weltkrieges zog die Familie 1941 von Berlin nach Garnpoint bei Rimsting am Chiemsee, wo der Vater einen Bauernhof als Rückzugsort während des Krieges und zur Selbstversorgung erworben hatte. Bevor Mattern ab 1946 das Landschulheim in Marquartstein besuchte, wurde sie von Beate Mattern zu Hause unterrichtet. Es folgten eine Tischlerlehre in Stuttgart und ein Praktikum bei Ivar Tengbom in Stockholm. Ihr Architekturstudium machte sie in Kassel sowie an der Technischen Universität Berlin unter Hans Scharoun. Jedoch wurde dies durch die Arbeit an Projekten im Büro ihrer Eltern immer wieder unterbrochen. Erst 1961 wurde ihr dann in Berlin das Diplom für den Entwurf einer Konzerthalle verliehen, deren Modell bis heute erhalten ist. Im Verlaufe ihrer Karriere bezog sie sich immer wieder auf den Entwurf dieses „Musikdoms“. Mattern bearbeitete schon während des Studiums eigene Aufträge, wie zum Beispiel eine Wohnhaussiedlung in Göttingen. Internationale Aufmerksamkeit erlangte sie 1966 mit dem Wettbewerbsbeitrag zur Düsseldorfer Stadterweiterung „Ratingen-West“. Viele weitere ihrer städtebaulichen Entwürfe dieser Zeit wurden ausgestellt und veröffentlicht, unter anderem eine Erweiterung von Bratislava für 100.000 Einwohner.
Die städtebaulichen Entwürfe Matterns beinhalten freie und künstlerische sowie utopische Elemente, die neue Impulse setzten, jedoch vielfach nicht umgesetzt wurden. Ziel ihrer Planung war, die Natur nicht zu zerstören. Die Projekte sollten mit der Natur verschmelzen.

„Noch ehe ich große Reisen machen konnte, skizzierte ich Terrassenhäuser – hoch gestapelt und in Erdfalten aufgehoben –, in denen Menschen sich Häuser aus hellen Häuten erbauen würden. Doch auch die Burgen auf den Bergen – ob nun alt und zerfallen oder noch bewohnt – übten eine große Anziehungskraft aus: diese kindlichen Erfahrungen blieben prägend für spätere Wünsche: hoch auf den Bergen zu leben, sich in Felsen selber aussahen – als geschichtete Formationen so aus der noch urwüchsigen Natur gegossen wären, als wären sie ein Teil derselben.“

Mit dieser Sicht auf die Dinge hoben sich ihre Überlegungen von anderen baulichen Entwicklungen der Nachkriegszeit ab. Auf der Tagesordnung üblicher Städteplanung stand das Schaffen riesiger Wohngebiete und Stadterweiterungen, die sich als unwirtlich herausstellten. Mattern entwickelte Gegenpositionen zu diesen Fehlentwicklungen der 1960er und 1970er Jahre.
1968 trat sie eine Gastprofessur in den Vereinigten Staaten an der University of Virginia an. Während ihres Auslandsaufenthaltes erkrankte sie schwer an einer Lebensmittelvergiftung, von der sie sich nie vollständig erholte. Zurück in Deutschland folgten weitere Lehraufträge. Es entstanden städtebauliche Entwürfe unter anderem für Karlsruhe und München-Neuperlach. Für das internationale Projekt „Solar City Fort Lincoln, Washington DC“ (mit Mario Sama) wurde sie 1969 in Cannes mit dem „Grand Prix International d‘Urbanisme et d‘Architecture“ ausgezeichnet, dieser wurde ihr von Louis Kahn übergeben.
Es folgten weitere Lehraufträge und städtebauliche Wettbewerbsbeiträge sowie ihre „Fliegenden Städte“. Ihr Nachlass zeigt, dass sie sich immer wieder mit vorangegangenen Entwürfen beschäftigte und diese mit neuen Ideen überarbeitete. Es folgten mutmaßliche Architekturfantasien mit ökologischen und esoterischen Ansätzen. Auch politisch soll Mattern sich engagiert haben, so wird ihr eine Beteiligung an der Gründung der Partei „Die Grünen“ nachgesagt.
Merete Mattern starb mit 77 Jahren. Ihr Nachlass befindet sich im Architekturmuseum der Technischen Universität Berlin (TU Berlin).

## Entwurf zur Stadterweiterung „Ratingen-West“
Mattern nahm 1966 gemeinsam mit ihrer Mutter und Yoshitaka Akui an einem Wettbewerb zur Erweiterung des Düsseldorfer Stadtteils „Ratingen-West“ für 15.000 Einwohner teil. Dieser wurde von der Wohnungsbaugesellschaft Neue Heimat und dem Berufsverband BDA ausgeschrieben. Der Beitrag sowie das Ergebnis des Wettbewerbs erregten großes Interesse in der Fachpresse. So wurde kritisch über die von der Neuen Heimat favorisierten städtebaulichen Lösungen berichtet, besonders im Fachmagazin Bauwelt und in der Wochenzeitung Die Zeit.
Im mit einem Sonderankauf prämierten Beitrag von Merete Mattern und Herta Hammerbacher sollte mithilfe einer organisch anwachsenden Bebauung eine belebte, bandstadtartige Megastruktur entstehen und so einen Lösungsansatz gegen die „Unwirtlichkeit der Städte“ in den 1960er Jahren aufzeigen. Soziale Integration und Partizipation, Ganzheitlichkeit sowie eine Verbindung von Architektur und Landschaft waren erklärte Ziele des Projektes. In der Berichterstattung der Bauwelt wurde der Beitrag als einziger von insgesamt 132 Entwürfen angesehen, der die geforderten Kriterien des Wettbewerbs, nämlich die langfristige Korrektur des missglückten Wiederaufbaus nach dem Zweiten Weltkrieg, erfüllte. Fachleute kritisierten, der Entwurf der Erstplatzierten sei nicht die beste Wahl für die Umsetzung der Stadterweiterung.
Mit ihren Entwürfen zu Ratingen-West war Mattern 2017 in der Ausstellung „Frau Architekt“ des Deutschen Architekturmuseums (DAM) in Frankfurt am Main vertreten.

## Veröffentlichungen
- Merete Mattern: Gedanken zur Entwicklung von Ökostädten und Ökohäusern. In: Bertelsmann Fachzeitschriften. Band 70, Nr. 31/32, August 1979, ISSN 0005-6855, S. 1303–1307.
- mit Joseph Beuys: Eintritt in ein Lebewesen. Vortrag und Diskussion am 6.8.1977 in Kassel, anlässliche Documenta 6, „Honigpumpe am Arbeitsplatz“. Audiobook Ausstellungskatalog Kassel 1977. FIU-Verlag, Wangen im Allgäu 2004, ISBN 978-3-928780-51-3.